# Edgar Beyn
Edgar Beyn (21 de enero de 1894-18 de noviembre de 1963) fue un deportista alemán que compitió en vela en la clase Star. Ganó una medalla de oro en el Campeonato Mundial de Star de 1939.

## Palmarés internacional
| Campeonato Mundial | Campeonato Mundial | Campeonato Mundial | Campeonato Mundial |
| Año                | Lugar              | Medalla            | Clase              |
| ------------------ | ------------------ | ------------------ | ------------------ |
| 1939               | Kiel (Alemania)    | Medalla de oro     | Star               |